# یوتانازی کودکان در آلمان نازی
یوتانازی کودکان به آلمانی: Kinder-Euthanasie)، به سری قتل‌هایی گفته می‌شود که در آلمان نازی اتفاق افتاد که طی آن کودکان و نوجوانان تا سن ۱۶ سال را که به نوعی بیماری لاعلاج جسمی و روحی مبتلا بودند یا معلول بودند، توسط حزب نازی و از طریق یوتانازی از بین می‌رفتند. حد اقل ۵۰۰۰ کودک در ۳۰ محل به اصطلاح محافظت از کودکان، قربانی این عمل شدند.